# أرجينيس منديز
أرجينيس منديز مواليد 3 يوليو 1986 في جمهورية الدومينيكان، هو ملاكم محترف دومينيكي يصنف ضمن فئة الوزن الخفيف. شارك في دورة الألعاب الأولمبية الصيفية سنة 2004.

## إحصائيات
خاض خلال مسيرته 30 نزالا، فاز في 23 وتعادل في 1 وخسر في 5. فاز بالضربة القاضية في 12 نزالا.

## روابط خارجية
- أرجينيس منديز على موقع بوكس ريك (الإنجليزية) (registration required)
- أرجينيس منديز على موقع أوليمبيديا (الإنجليزية)